# Ляпалиссиада
Ляпалиссиа́да — один из видов речевой избыточности, утверждение заведомо очевидных фактов, граничащее с абсурдностью.
Примеры: «Графиня рассматривала меня, глядя обоими своими глазами», «он был мёртв и не скрывал этого». Ляпалиссиады создают комический эффект в неуместных (трагических) ситуациях: «Мёртвый труп лежал без движения и не проявлял признаков жизни». Сходный пример сочинил Джон Леннон, ещё будучи школьником: в его тетради, стилизованной под газету и носившей название Daily Howl (англ. «Ежедневный вой»), в одной из колонок был написан следующий текст: «Our late editor is dead, he died of death, which killed him» («Наш покойный редактор мёртв, он скончался от смерти, которая убила его»).
А. С. Пушкин писал: «Наши критики говорят обыкновенно: это хорошо, потому что прекрасно; а это дурно, потому что скверно».
Другой пример — английское стихотворение «Морская свинка» (в переводе Самуила Маршака):

Свинка морская

Была

Мала

И, значит, большою свиньей не была.

Работали ножки

У маленькой свинки,

Когда убегала

Она по тропинке.

Но не стояла,

Когда бежала,

И не молчала,

Когда визжала.

Но вдруг почему-то

Она умерла,

И с этой минуты

Живой не была.

Из отечественной литературы примером ляпалиссиады может послужить фраза унтера Пришибеева из одноимённого рассказа Антона Чехова: «Разгоняю я народ, а на берегу на песочке утоплый труп мёртвого человека».

## Происхождение термина
Термин образован от имени французского маршала — маркиза Жака де Ла Палиса, погибшего в 1525 году в битве при Павии. Текст надгробной надписи гласил: Ci-gît le Seigneur de La Palice: s’il n’était pas mort, il ferait encore envie («Здесь покоится сеньор де Ла Палис: если бы он не был мёртв, то ещё вызывал бы зависть»). Благодаря внешнему сходству символов f и длинного s ( ſ ), эпитафия получила юмористическое переосмысление (s’il n’était pas mort, Il serait encore en vie «если бы он не был мёртв, он бы всё ещё был жив»). Переосмысление легло в основу шуточной солдатской песни в разных вариантах, сведённых в XVIII веке воедино в бурлескной поэме «Ляпалиссиада»[en] Бернара де Ламоннуа. Оттуда распространённая версия этой фразы — Un quart d’heure avant sa mort, il était encore en vie («Ещё за четверть часа до своей смерти он был жив»). Фраза обыгрывается в рассказе А. Аверченко «Автобиография» («Ещё за пятнадцать минут до рождения я не знал, что появлюсь на белый свет»).